# Vandeleumatidae
Vandeleumatidae é uma família de milípedes pertencente à ordem Chordeumatida.

## Géneros
Géneros (lista incompleta):
- Cyclothyrophorus Pocock, 1908
- Guipuzcosoma Vicente & Mauriès, 1980
- Hypnosoma Ribaut, 1952